# Kanton Thiers
Der Kanton Thiers  ist seit 1790 ein französischer Kanton im Arrondissement Thiers, im Département Puy-de-Dôme und in der Region Auvergne-Rhône-Alpes. Hauptort ist Thiers.

## Gemeinden
Der Kanton besteht aus 13 Gemeinden mit insgesamt 22.291 Einwohnern (Stand: 2022) auf einer Gesamtfläche von 306,61 km²:
| Gemeinde                 | Einwohner 1. Januar 2022 | Fläche km² | Dichte Einw./km² | Code INSEE | Postleitzahl |
| ------------------------ | ------------------------ | ---------- | ---------------- | ---------- | ------------ |
| Arconsat                 | 576                      | 22,63      | 25               | 63008      | 63250        |
| Celles-sur-Durolle       | 1.635                    | 38,90      | 42               | 63066      | 63250        |
| Chabreloche              | 1.164                    | 9,61       | 121              | 63072      | 63250        |
| Dorat                    | 721                      | 17,26      | 42               | 63138      | 63300        |
| Escoutoux                | 1.355                    | 27,40      | 49               | 63151      | 63300        |
| La Monnerie-le-Montel    | 1.624                    | 4,65       | 349              | 63231      | 63650        |
| Palladuc                 | 520                      | 13,35      | 39               | 63267      | 63267        |
| Saint-Rémy-sur-Durolle   | 1.760                    | 18,17      | 97               | 63393      | 63550        |
| Saint-Victor-Montvianeix | 264                      | 45,18      | 6                | 63402      | 63550        |
| Sainte-Agathe            | 171                      | 18,31      | 9                | 63310      | 63120        |
| Thiers                   | 11.686                   | 44,49      | 263              | 63430      | 63300        |
| Viscomtat                | 503                      | 25,44      | 20               | 63463      | 63250        |
| Vollore-Montagne         | 312                      | 21,22      | 15               | 63468      | 63120        |
| Kanton Thiers            | 22.291                   | 306,61     | 73               | 6330       | –            |

Bis zur Neuordnung bestand der Kanton aus den drei Gemeinden: Dorat, Escoutoux und Thiers.

## Bevölkerungsentwicklung
| Jahr                       | 1962   | 1968   | 1975   | 1982   | 1990   | 1999   | 2006   |
| Einwohner                  | 17.514 | 17.665 | 17.638 | 17.272 | 16.428 | 15.044 | 14.090 |
| Quellen: Cassini und INSEE |        |        |        |        |        |        |        |